# 谢尔盖·秋林
谢尔盖·格里戈里耶维奇·秋林（烏克蘭語：Сергій Григорович Тюрін；1977年5月19日—）是乌克兰政治人物，自2024年5月2日起担任赫梅利尼茨基州州长。